# Sportclub 07 Bad Neuenahr 2011-2012
Questa voce raccoglie le informazioni riguardanti lo Sportclub 07 Bad Neuenahr nelle competizioni ufficiali della stagione 2011-2012.

## Divise e sponsor
|  | Casa | Trasferta |

## Organigramma societario
Tratto dal della Federcalcio tedesca (DFB)
Area tecnica
- Allenatore: Colin Bell
- Allenatore in seconda: Dennis Lamby
- Allenatore dei portieri: Mario Gros

## Rosa
Rosa, ruoli e numeri di maglia come da sito DFB.
| N. |                     | Ruolo | Calciatrice            |
| -- | ------------------- | ----- | ---------------------- |
| 1  | Germania (bandiera) | P     | Almuth Schult          |
| 2  | Germania (bandiera) | D     | Sarah Schröder         |
| 2  | Germania (bandiera) | D     | Antonia Hornberg       |
| 3  | Germania (bandiera) | D     | Laura Störzel          |
| 4  | Germania (bandiera) | D     | Melanie Eminger        |
| 6  | Germania (bandiera) | D     | Corina Schröder        |
| 7  | Germania (bandiera) | A     | Célia Okoyino da Mbabi |
| 8  | Germania (bandiera) | C     | Katie Duncan-Hoyle     |
| 9  | Germania (bandiera) | A     | Nicole Rolser          |
| 10 | Germania (bandiera) | C     | Ramona Petzelberger    |
| 11 | Germania (bandiera) | C     | Nadine Rolser          |
| 12 | Germania (bandiera) | C     | Lisa Kossmann          |
| 14 | Germania (bandiera) | C     | Marie Pyko             |
| 15 | Germania (bandiera) | C     | Maren Weingarz         |

| N. |                          | Ruolo | Calciatrice      |
| -- | ------------------------ | ----- | ---------------- |
| 16 | Germania (bandiera)      | A     | Lydia Neumann    |
| 17 | Germania (bandiera)      | D     | Franziska Wendel |
| 18 | Nuova Zelanda (bandiera) | A     | Sarah Gregorius  |
| 19 | Germania (bandiera)      | C     | Sara Doorsoun    |
| 20 | Germania (bandiera)      | D     | Leonie Maier     |
| 21 | Germania (bandiera)      | D     | Peggy Kuznik     |
| 22 | Germania (bandiera)      | P     | Tina Gadziała    |
| 23 | Germania (bandiera)      | A     | Sofia Nati       |
| 24 | Germania (bandiera)      | P     | Elena Bläser     |
| 24 | Germania (bandiera)      | C     | Theresa Laux     |
| 25 | Germania (bandiera)      | P     | Nathalie Altmann |
| 27 | Germania (bandiera)      | C     | Anja Selensky    |
| 33 | Germania (bandiera)      | D     | Bianca Rech      |
| 41 | Germania (bandiera)      | C     | Larissa Mahn     |

## Calciomercato

### Sessione estiva
| Acquisti | Acquisti        | Acquisti                       | Acquisti                   |
| R.       | Nome            | da                             | Modalità                   |
| -------- | --------------- | ------------------------------ | -------------------------- |
| P        | Almuth Schult   | Magdeburger FFC                | definitivo                 |
| D        | Corina Schröder | Turbine Potsdam                | definitivo                 |
| C        | Katie Duncan    | Glenfield Rovers               | definitivo                 |
| C        | Theresa Laux    | Bad Neuenahr [Primavera B (F)] | aggregata dalle giovaanili |
| C        | Larissa Mahn    | Bad Neuenahr [Primavera B (F)] | aggregata dalle giovanili  |
| A        | Sarah Gregorius | Eastern Suburbs                | definitivo                 |
| A        | Sofia Inguanta  | SG Essen-Schönebeck            | definitivo                 |

| Cessioni | Cessioni               | Cessioni         | Cessioni                       |
| R.       | Nome                   | a                | Modalità                       |
| -------- | ---------------------- | ---------------- | ------------------------------ |
| P        | Stefanie Kuljevan-Heck | Stern München    | definitivo                     |
| D        | Julia Debitzki         | 2001 Duisburg II | definitivo                     |
| D        | Franziska Wendel       | Bad Neuenahr II  | aggregata alla squadra riserve |
| C        | Lena Goeßling          | Wolfsburg        | definitivo                     |
| C        | Sarah Krumscheid       | Bad Neuenahr II  | aggregata alla squadra riserve |
| A        | Maren Friedrich        | Bad Neuenahr II  | aggregata alla squadra riserve |

## Risultati

### Frauen-Bundesliga

#### Girone di andata
| Arbitro: | Kurtes (Düsseldorf) |

|                                   |           |                         |
| Doorsoun 72’ Okoyino da Mbabi 84’ | Marcatori | 15’ Leupolz 48’ Miraoui |

| Arbitro: | Storch-Schäfer (Petersberg) |

|             |           |                 |
| Pohlers 77’ | Marcatori | 7’ Petzelberger |

| Arbitro: | Heimann (Gladbeck) |

|                             |           |                                         |
| Pyko 70’ Störzel 75’ (rig.) | Marcatori | 23’ Bade 77’ (rig.) Hamann 88’ Hoffmann |

| Arbitro: | Eisenhardt (Holzgerlingen) |

|             |           |  |
| Schiewe 16’ | Marcatori |  |

| Arbitro: | Hussein (Bad Harzburg) |

|                               |           |  |
| Smisek 73’ (rig.) Kumagai 84’ | Marcatori |  |

| Arbitro: | Schultz (Wolfsburg) |

|  |           |             |
|  | Marcatori | 43’ Baunach |

| Arbitro: | Derlin (Bad Schwartau) |

|            |           |  |
| Cramer 70’ | Marcatori |  |

| Arbitro: | Müller-Schmäh (Potsdam) |

|                    |           |  |
| Gregorius 80’, 87’ | Marcatori |  |

| Arbitro: | Storch-Schäfer (Petersberg) |

|  |           |                                  |
|  | Marcatori | 65’ Störzel 79’ Okoyino da Mbabi |

| Arbitro: | Eisenhardt (Holzgerlingen) |

|                      |           |  |
| Okoyino da Mbabi 20’ | Marcatori |  |

| Arbitro: | Herrmann (Mönchengladbach) |

|  |           |                                |
|  | Marcatori | 35’, 46’, 80’ Okoyino da Mbabi |

#### Girone di ritorno
| Friburgo in Brisgovia 18 dicembre 2011, ore 14:00 CET 12ª giornata | Friburgo           | 0 – 0 referto | Bad Neuenahr | Möslestadion (282 spett.)\| Arbitro: \| Söder (Norimberga) \| |
| Arbitro:                                                           | Söder (Norimberga) |               |              |                                                               |

| Arbitro: | Rafalski (Baunatal) |

|            |           |                              |
| Kuznik 16’ | Marcatori | 14’, 67’ Jakabfi 50’ Pohlers |

| Arbitro: | Appelmann (Sörgenloch) |

|  |           |                                  |
|  | Marcatori | 14’ (rig.), 59’ Okoyino da Mbabi |

| Arbitro: | Hussein (Bad Harzburg) |

|  |           |             |
|  | Marcatori | 74’ Schiewe |

| Arbitro: | Baitinger (Friesenheim) |

|            |           |                                            |
| Kuznik 75’ | Marcatori | 50’ Crnogorčević 70’ Thunebro 77’ Marozsán |

| Aschheim 15 aprile 2012, ore 14:00 CEST 17ª giornata | Bayern Monaco    | 0 – 0 referto | Bad Neuenahr | Sportpark Aschheim (210 spett.)\| Arbitro: \| Biehl (Siesbach) \| |
| Arbitro:                                             | Biehl (Siesbach) |               |              |                                                                   |

| Arbitro: | Kurtes (Düsseldorf) |

|  |           |                   |
|  | Marcatori | 21’, 67’ Nagasato |

| Arbitro: | Eisenhardt (Holzgerlingen) |

|                       |           |  |
| Bresonik 21’ Popp 55’ | Marcatori |  |

| Arbitro: | Wozniak (Herne) |

|                                                                 |           |  |
| Okoyino da Mbabi 23’, 83’ Ni. Rolser 60’ Gregorius 81’ Nati 88’ | Marcatori |  |

| Arbitro: | Elsner (Duisburg) |

|  |           |                                                                |
|  | Marcatori | 36’ Gregorius 52’ Doorsoun 57’ Okoyino da Mbabi 80’ Ni. Rolser |

| Bad Neuenahr-Ahrweiler 28 maggio 2012, ore 14:00 CEST 22ª giornata | Bad Neuenahr            | 0 – 0 referto | Bayer Leverkusen | Apollinarisstadion (1 718 spett.)\| Arbitro: \| Müller-Schmäh (Potsdam) \| |
| Arbitro:                                                           | Müller-Schmäh (Potsdam) |               |                  |                                                                            |

### DFB-Pokal der Frauen
| Arbitro: | Elsner (Duisburg) |

|  |           |            |
|  | Marcatori | 18’ Duncan |

| Arbitro: | Kurtes (Düsseldorf) |

|                                       |           |                      |
| Okoyino da Mbabi 26’, 41’, 69’ (rig.) | Marcatori | 76’ (rig.) Schneider |

| Arbitro: | Biehl (Siesbach) |

|                                                            |                      |                                               |
| Störzel Kuznik Na. Rolser Duncan-Hoyle Petzelberger Schult | Tiri di rigore 5 – 6 | Bürki Wimbersky Baunach Lotzen de Pol Mirlach |

## Statistiche

### Statistiche di squadra
| Competizione         | Punti | In casa | In casa | In casa | In casa | In casa | In casa | In trasferta | In trasferta | In trasferta | In trasferta | In trasferta | In trasferta | Totale | Totale | Totale | Totale | Totale | Totale | DR |
| Competizione         | Punti | G       | V       | N       | P       | Gf      | Gs      | G            | V            | N            | P            | Gf           | Gs           | G      | V      | N      | P      | Gf     | Gs     | DR |
| -------------------- | ----- | ------- | ------- | ------- | ------- | ------- | ------- | ------------ | ------------ | ------------ | ------------ | ------------ | ------------ | ------ | ------ | ------ | ------ | ------ | ------ | -- |
| Frauen-Bundesliga    | 26    | 11      | 3       | 2       | 6       | 14      | 15      | 11           | 4            | 3            | 4            | 12           | 7            | 22     | 7      | 5      | 10     | 26     | 22     | +4 |
| DFB-Pokal der Frauen | -     | 2       | 1       | 1       | 0       | 3       | 1       | 1            | 1            | 0            | 0            | 1            | 0            | 3      | 2      | 1      | 0      | 4      | 1      | +3 |
| Totale               | -     | 13      | 4       | 3       | 6       | 17      | 16      | 12           | 5            | 3            | 4            | 13           | 7            | 25     | 9      | 6      | 10     | 30     | 23     | +7 |

### Andamento in campionato
| Giornata  | 1 | 2 | 3 | 4  | 5  | 6  | 7  | 8  | 9 | 10 | 11 | 12 | 13 | 14 | 15 | 16 | 17 | 18 | 19 | 20 | 21 | 22 |
| --------- | - | - | - | -- | -- | -- | -- | -- | - | -- | -- | -- | -- | -- | -- | -- | -- | -- | -- | -- | -- | -- |
| Luogo     | C | T | C | T  | T  | C  | T  | C  | T | C  | T  | T  | C  | T  | C  | C  | T  | C  | T  | C  | T  | C  |
| Risultato | N | N | P | P  | P  | P  | P  | V  | V | V  | V  | N  | P  | V  | P  | P  | N  | P  | P  | V  | V  | N  |
| Posizione | 7 | 8 | 9 | 11 | 12 | 12 | 12 | 10 | 7 | 7  | 7  | 7  | 7  | 5  | 6  | 8  | 8  | 8  | 8  | 8  | 6  | 7  |

Legenda:

Luogo: C = Casa; T = Trasferta. Risultato: V = Vittoria; N = Pareggio; P = Sconfitta.

### Statistiche delle giocatrici
| Giocatore           | Frauen-Bundesliga | Frauen-Bundesliga | Frauen-Bundesliga | Frauen-Bundesliga | DFB-Pokal der Frauen | DFB-Pokal der Frauen | DFB-Pokal der Frauen | DFB-Pokal der Frauen | Totale   | Totale | Totale      | Totale     |
| Giocatore           | Presenze          | Reti              | Ammonizioni       | Espulsioni        | Presenze             | Reti                 | Ammonizioni          | Espulsioni           | Presenze | Reti   | Ammonizioni | Espulsioni |
| ------------------- | ----------------- | ----------------- | ----------------- | ----------------- | -------------------- | -------------------- | -------------------- | -------------------- | -------- | ------ | ----------- | ---------- |
| N. Altmann          | 0                 | 0                 | 0                 | 0                 | 0                    | 0                    | 0                    | 0                    | 0        | 0      | 0           | 0          |
| E. Bläser           | 0                 | 0                 | 0                 | 0                 | -                    | -                    | -                    | -                    | 0        | 0      | 0           | 0          |
| K. Duncan-Hoyle     | 16                | 0                 | 0                 | 0                 | 3                    | 1                    | 0                    | 0                    | 19       | 1      | 0           | 0          |
| S. Doorsoun         | 22                | 2                 | 2                 | 0                 | 2                    | 0                    | 2                    | 0                    | 24       | 2      | 4           | 0          |
| M. Eminger          | 1                 | 0                 | 0                 | 0                 | -                    | -                    | -                    | -                    | 1        | 0      | 0           | 0          |
| T. Gadziała         | 1                 | -3                | 0                 | 0                 | -                    | -                    | -                    | -                    | 1        | -3     | 0           | 0          |
| S. Gregorius        | 20                | 4                 | 1                 | 0                 | 3                    | 0                    | 0                    | 0                    | 23       | 4      | 1           | 0          |
| A. Hornberg         | 1                 | 0                 | 1                 | 0                 | -                    | -                    | -                    | -                    | 1        | 0      | 1           | 0          |
| L. Kossmann         | -                 | -                 | -                 | -                 | -                    | -                    | -                    | -                    | -        | -      | -           | -          |
| P. Kuznik           | 22                | 2                 | 0                 | 0                 | 3                    | 0                    | 1                    | 0                    | 25       | 2      | 1           | 0          |
| T. Laux             | -                 | -                 | -                 | -                 | -                    | -                    | -                    | -                    | -        | -      | -           | -          |
| L. Mahn             | 2                 | 0                 | 0                 | 0                 | 0                    | 0                    | 0                    | 0                    | 2        | 0      | 0           | 0          |
| L. Maier            | 22                | 0                 | 3                 | 0                 | 3                    | 0                    | 0                    | 0                    | 25       | 0      | 3           | 0          |
| S. Nati             | 14                | 1                 | 0                 | 0                 | 3                    | 0                    | 0                    | 0                    | 17       | 1      | 0           | 0          |
| L. Neumann          | -                 | -                 | -                 | -                 | -                    | -                    | -                    | -                    | -        | -      | -           | -          |
| C. Okoyino da Mbabi | 20                | 11                | 3                 | 0                 | 1                    | 3                    | 0                    | 0                    | 21       | 14     | 3           | 0          |
| R. Petzelberger     | 19                | 1                 | 1                 | 0                 | 3                    | 0                    | 0                    | 0                    | 22       | 1      | 1           | 0          |
| M. Pyko             | 13                | 1                 | 0                 | 0                 | 3                    | 0                    | 0                    | 0                    | 16       | 1      | 0           | 0          |
| B. Rech             | 16                | 0                 | 3                 | 0                 | 1                    | 0                    | 1                    | 0                    | 17       | 0      | 4           | 0          |
| Na. Rolser          | 16                | 0                 | 0                 | 0                 | 3                    | 0                    | 1                    | 0                    | 19       | 0      | 1           | 0          |
| Ni. Rolser          | 12                | 2                 | 1                 | 0                 | 1                    | 0                    | 0                    | 0                    | 13       | 2      | 1           | 0          |
| C. Schröder         | 15                | 0                 | 0                 | 0                 | 2                    | 0                    | 0                    | 0                    | 17       | 0      | 0           | 0          |
| S. Schröder         | 3                 | 0                 | 0                 | 0                 | 1                    | 0                    | 0                    | 0                    | 4        | 0      | 0           | 0          |
| A. Schult           | 21                | -19               | 0                 | 0                 | 3                    | -1                   | 0                    | 0                    | 24       | -20    | 0           | 0          |
| A. Selensky         | 14                | 0                 | 0                 | 0                 | 2                    | 0                    | 0                    | 0                    | 16       | 0      | 0           | 0          |
| L. Störzel          | 22                | 2                 | 4                 | 0                 | 3                    | 0                    | 1                    | 0                    | 25       | 2      | 5           | 0          |
| M. Weingarz         | 1                 | 0                 | 0                 | 0                 | 0                    | 0                    | 0                    | 0                    | 1        | 0      | 0           | 0          |
| F. Wendel           | -                 | -                 | -                 | -                 | -                    | -                    | -                    | -                    | -        | -      | -           | -          |